# Gerry Ehman
Gerald Joseph "Gerry" Ehman, född 3 november 1932, död 21 mars 2006, var en kanadensisk professionell ishockeyforward som tillbringade fem säsonger i den nordamerikanska ishockeyligan National Hockey League (NHL), där han spelade för Boston Bruins, Detroit Red Wings, Toronto Maple Leafs, California/Oakland Seals och California Golden Seals. Han producerade 214 poäng (96 mål och 118 assists) samt drog på sig 100 utvisningsminuter på 429 grundspelsmatcher.
Ehman spelade också för Edmonton Flyers och Vancouver Canucks i Western Hockey League (WHL) samt St. Louis Flyers, Springfield Indians, Hershey Bears och Rochester Americans i American Hockey League (AHL).
Han som spelare vann Stanley Cup, med Toronto Maple Leafs, för säsongen 1963–1964. Efter den aktiva spelarkarriären arbetade han för New York Islanders när de vann Stanley Cup för säsongerna 1979–1980 (talangscout), 1980–1981 (talangscout), 1981–1982 (chefsscout) och 1982–1983 (assisterande general manager och chefsscout).

## Statistik
| 1951–1952  | Flin Flon Bombers        | SJHL       | 50  | 40  | 42  | 82  | 18  | 14 | 5  | 11 | 16 | 0  |
| 1952–1953  | Edmonton Flyers          | WHL        | 22  | 3   | 3   | 6   | 0   | —  | —  | —  | —  | —  |
|            | St. Louis Flyers         | AHL        | 39  | 3   | 1   | 4   | 8   | —  | —  | —  | —  | —  |
| 1953–1954  | Saints de Sherbrooke     | LHQ        | 65  | 13  | 21  | 34  | 29  | 5  | 0  | 2  | 2  | 0  |
| 1954–1955  | As de Québec             | LHQ        | 59  | 14  | 25  | 39  | 58  | 8  | 2  | 3  | 5  | 12 |
| 1955–1956  | Vancouver Canucks        | WHL        | 15  | 5   | 7   | 12  | 6   | 15 | 9  | 2  | 11 | 14 |
| 1956–1957  | Springfield Indians      | AHL        | 64  | 23  | 35  | 58  | 18  | —  | —  | —  | —  | —  |
| 1957–1958  | Boston Bruins            | NHL        | 1   | 1   | 0   | 1   | 0   | —  | —  | —  | —  | —  |
|            | Springfield Indians      | AHL        | 68  | 40  | 39  | 79  | 32  | 13 | 10 | 6  | 16 | 8  |
| 1958–1959  | Detroit Red Wings        | NHL        | 6   | 0   | 1   | 1   | 4   | —  | —  | —  | —  | —  |
|            | Hershey Bears            | AHL        | 23  | 8   | 7   | 15  | 4   | —  | —  | —  | —  | —  |
|            | Toronto Maple Leafs      | NHL        | 38  | 12  | 13  | 25  | 12  | 12 | 6  | 7  | 13 | 8  |
| 1959–1960  | Toronto Maple Leafs      | NHL        | 69  | 12  | 16  | 28  | 26  | 9  | 0  | 0  | 0  | 0  |
| 1960–1961  | Toronto Maple Leafs      | NHL        | 14  | 1   | 1   | 2   | 2   | —  | —  | —  | —  | —  |
|            | Rochester Americans      | AHL        | 53  | 32  | 23  | 55  | 14  | —  | —  | —  | —  | —  |
| 1961–1962  | Rochester Americans      | AHL        | 66  | 29  | 37  | 66  | 26  | 2  | 1  | 1  | 2  | 0  |
| 1962–1963  | Rochester Americans      | AHL        | 72  | 30  | 40  | 70  | 32  | 1  | 0  | 0  | 0  | 0  |
| 1963–1964  | Toronto Maple Leafs      | NHL        | 4   | 1   | 1   | 2   | 0   | 9  | 1  | 0  | 1  | 4  |
|            | Rochester Americans      | AHL        | 66  | 39  | 49  | 85  | 26  | 2  | 0  | 1  | 1  | 0  |
| 1964–1965  | Rochester Americans      | AHL        | 70  | 38  | 49  | 87  | 20  | 10 | 2  | 5  | 7  | 10 |
| 1965–1966  | Rochester Americans      | AHL        | 70  | 39  | 49  | 88  | 28  | 12 | 5  | 4  | 9  | 8  |
| 1966–1967  | Rochester Americans      | AHL        | 68  | 33  | 36  | 69  | 27  | 13 | 2  | 7  | 9  | 6  |
| 1967–1968  | California/Oakland Seals | NHL        | 73  | 19  | 25  | 44  | 20  | —  | —  | —  | —  | —  |
| 1968–1969  | Oakland Seals            | NHL        | 70  | 21  | 24  | 45  | 12  | 7  | 2  | 2  | 4  | 0  |
| 1969–1970  | Oakland Seals            | NHL        | 76  | 11  | 19  | 30  | 8   | 4  | 1  | 1  | 2  | 0  |
| 1970–1971  | California Golden Seals  | WHL        | 78  | 18  | 18  | 36  | 16  | —  | —  | —  | —  | —  |
| NHL totalt | NHL totalt               | NHL totalt | 429 | 96  | 118 | 214 | 100 | 41 | 10 | 10 | 20 | 12 |
| WHL totalt | WHL totalt               | WHL totalt | 37  | 8   | 10  | 18  | 6   | 15 | 9  | 2  | 11 | 14 |
| AHL totalt | AHL totalt               | AHL totalt | 659 | 311 | 365 | 676 | 235 | 53 | 20 | 24 | 44 | 32 |